# Bom Sucesso do Sul
Pour les articles homonymes, voir Bom Sucesso.
Bom Sucesso do Sul est une municipalité brésilienne située dans l'État du Paraná.